# Alpaida angra
Alpaida angra là một loài nhện trong họ Araneidae.
Loài này thuộc chi Alpaida. Alpaida angra được Herbert Walter Levi miêu tả năm 1988.